# George M. Curtis

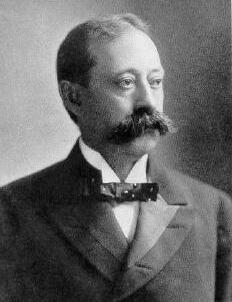
George M. Curtis (1901)

George Martin Curtis (* 1. April 1844 bei Oxford, Chenango County, New York; † 9. Februar 1921 in Clinton, Iowa) war ein US-amerikanischer Politiker. Zwischen 1895 und 1899 vertrat er den Bundesstaat Iowa im US-Repräsentantenhaus.

## Werdegang
Im Jahr 1856 zog George Curtis mit seinen Eltern in das Ogle County in Illinois, wo sich die Familie auf einer Farm in der Nähe von Rochelle niederließ. In seiner neuen Heimat besuchte Curtis die öffentlichen Schulen und das Rock River Seminary in Mount Morris. Zwischen 1863 und 1865 war er in Rochelle als Angestellter tätig, von 1865 bis 1867 dann in Cortland.
Im Jahr 1867 zog Curtis nach Clinton in Iowa. Dort wurde er in der Holzverarbeitung tätig. Außerdem gehörte er zu den Gründern der City National Bank of Clinton. Am 4. September 1872 heiratete er Etta Lewis (1850–1924). Sie hatten zwei Söhne, George Lewis Curtis und Eugene Judson Curtis. Ab 1880 war er einer der Direktoren dieser Bank und ab 1890 bis zu seinem Tod im Jahr 1921 war er deren Vizepräsident. Außerdem saß Curtis im Vorstand mehrerer Unternehmen der Holzindustrie. Politisch wurde er Mitglied der Republikanischen Partei. Zwischen 1888 und 1889 war er Abgeordneter im Repräsentantenhaus von Iowa. Im Jahr 1892 war Curtis Delegierter zur Republican National Convention in Minneapolis.
1894 wurde Curtis im zweiten Wahlbezirk von Iowa in das US-Repräsentantenhaus in Washington, D.C. gewählt. Dort trat er am 4. März 1895 die Nachfolge des Demokraten Walter I. Hayes an, den er bei der Wahl geschlagen hatte. Nach einer Wiederwahl im Jahr 1896 konnte er bis zum 3. März 1899 zwei Legislaturperioden im Kongress absolvieren. In diese Zeit fielen der Spanisch-Amerikanische Krieg von 1898 und die damit verbundenen Gebietsgewinne der Vereinigten Staaten. Unabhängig von diesem Krieg kam damals auch Hawaii unter amerikanische Verwaltung.
Im Jahr 1898 verzichtete Curtis auf eine weitere Kandidatur für den Kongress und zog sich aus der Politik zurück. Er widmete sich wieder seinen früheren geschäftlichen Aktivitäten. Er starb im Februar 1921 und wurde in Clinton beigesetzt.